# Pekao Open 2019
Il Pekao Szczecin Open 2019 è stato un torneo di tennis facente parte della categoria ATP Challenger Tour nell'ambito dell'ATP Challenger Tour 2019. È stata la 27ª edizione del torneo e si è giocato a Stettino in Polonia dal 9 al 15 settembre 2019 su campi in terra rossa, con un montepremi di €127.000+H.

## Partecipanti singolare

### Teste di serie
| Nazionalità | Giocatore               | Testa di serie |
| ----------- | ----------------------- | -------------- |
| Spagna      | Albert Ramos Viñolas    | 1              |
| Italia      | Marco Cecchinato        | 2              |
| Germania    | Philipp Kohlschreiber   | 3              |
| Spagna      | Roberto Carballés Baena | 4              |
| Argentina   | Guido Andreozzi         | 5              |
| Italia      | Lorenzo Giustino        | 6              |
| Giappone    | Tarō Daniel             | 7              |
| Italia      | Gianluca Mager          | 8              |
| Italia      | Alessandro Giannessi    | 9              |
| Germania    | Rudolf Molleker         | 10             |
| Argentina   | Facundo Bagnis          | 11             |
| Argentina   | Facundo Argüello        | 12             |
| Russia      | Aleksej Vatutin         | 13             |
| Francia     | Constant Lestienne      | 14             |
| Francia     | Elliot Benchetrit       | 15             |
| Brasile     | Thomaz Bellucci         | 16             |

### Altri partecipanti
Giocatori che hanno ricevuto una wild card:
- Paweł Ciaś
- Karol Drzewiecki
- Filip Kolasiński
- Daniel Michalski
- Albert Ramos Viñolas

Giocatori che sono passati dalle qualificazioni:
- Piotr Galus
- Kacper Żuk

Il seguente giocatore è entrato nel tabellone come alternate:
- Oscar José Gutierrez

## Vincitori

### Singolare
Jozef Kovalíki ha battuto in finale  Guido Andreozzi con il punteggio di 6(5)–7, 6–2, 6–4.

### Doppio
Guido Andreozzi /  Andrés Molteni hanno battuto in finale  Matwé Middelkoop /  Hans Podlipnik-Castillo con il punteggio di 6–4, 6–3.